# لوجه
شهر لوجه (به آلمانی: Lügde) در ایالت نوردراین-وستفالن در کشور آلمان واقع شده‌است.